# محمدعلی رجایی
محمدعلی رجایی (۲۵ خرداد ۱۳۱۲ – ۸ شهریور ۱۳۶۰) سیاستمدار و معلّم ایرانی بود که از ۱۱ مرداد تا زمان ترورش در ۸ شهریور ۱۳۶۰، به عنوان دومین رئیس‌جمهور اسلامی ایران فعالیت کرد. او قبل‌تر از سال ۱۳۵۹ تا مرداد ۱۳۶۰ به عنوان چهل و دومین نخست‌وزیر ایران فعالیت داشت.
محمدعلی رجایی دارای درجهٔ کارشناسی ریاضیات از دانش سرای عالی و کارشناسی ارشد آمار بود و پیش از انقلاب ۱۳۵۷ ایران، به دبیری ریاضیات اشتغال داشته است. پس از انقلاب در کابینه مهدی بازرگان، وزیر آموزش و پرورش بود و با انتخاب سید ابوالحسن بنی‌صدر به عنوان رئیس‌جمهور، رجایی به عنوان نخست‌وزیر معرفی شد. پس از عزل بنی‌صدر و دومین دوره انتخابات ریاست‌جمهوری، وی از ۱۱ مرداد ۱۳۶۰ تا ۸ شهریور همان سال، یعنی به مدّت ۲۸ روز، رئیس‌جمهور منتخب مردم بود. رجایی در هشتم شهریور ۱۳۶۰ در حادثهٔ انفجار در دفتر نخست‌وزیری ترور شد.
دانشگاه تربیت دبیر شهید رجایی به نام او نام‌گذاری شده است.

## زندگی

### تولد و خانواده
محمدعلی رجایی ۲۵ خرداد ۱۳۱۲ در قزوین متولد شد. پدرش عبدالصمد نام داشت و پیشه‌ور بود و در بازار قزوین به کسب خرازی اشتغال داشت. ۴ سال بعد از تولدش پدرش درگذشت و برادرش که ۱۰ سال بزرگتر از او بود، بیرون از خانه کار می‌کرد و مادرش پنبه پاک می‌کرد و فندق و گردو و بادام می‌شکست تا هزینه‌های زندگی را تأمین کند.

### مهاجرت به تهران
۱۳ ساله بود که کلاس ششم ابتدایی را تمام کرد و راهی تهران شد. برادرش از مدّتی پیش به تهران نقل مکان کرده بود. ابتدا در بازار آهن‌فروشان مشغول به کار شد و به دلیل سنگینی کار چندی بعد به دستفروشی روی آورد. محمدعلی بعد از دستفروشی دوباره به بازار تهران برگشت و در چند حجره به شاگردی پرداخت.

### نیروی هوایی
در سال ۱۳۳۰ نیروی هوایی شاهنشاهی ایران جوانانی را که مدرک ششم ابتدایی داشتند، با درجهٔ گروهبانی استخدام می‌کرد. رجایی داوطلب خدمت در این نیرو شد. سه ماه از دورهٔ آموزشی گروهبانی را گذرانده بود که گروه فدائیان اسلام را شناخت و در جلسات این گروه شرکت کرد.

### آموزگاری
رجایی پس از طی دورهٔ آموزشی و دریافت درجه گروهبانی در کنار کار به تحصیل ادامه داد و در سال ۱۳۳۲ دیپلم گرفت. او چون در شهریورماه دیپلم گرفته بود، نمی‌توانست در آزمون ورودی دانشگاه شرکت کند. پس راهی بیجار شد و در دبیرستانی مشغول تدریس زبان انگلیسی شد. با تمام شدن سال تحصیلی، به تهران بازگشت و در دانشسرای عالی تربیت معلّم به تحصیل پرداخت و سپس به دانشسرای عالی رفت. پس از ۲ سال، مدرک کارشناسی ریاضی گرفت و به استخدام آموزش و پرورش درآمد. ابتدا به ملایر رفت، امّا با رئیس آموزش و پرورش اختلاف پیدا کرد و بعد به خوانسار رفت و مشغول تدریس شد و یک سال را با موفقیت گذراند. سال تحصیلی که به پایان رسید رجایی به تهران برگشت و در دوره کارشناسی ارشد در رشته آمار مشغول به تحصیل شد و هم‌زمان در مدرسه کمال تدریس کرد.

### ازدواج
در سال ۱۳۴۱ با عاتقه صدیقی، دختر یکی از بستگانش ازدواج کرد.

## فعالیت‌های سیاسی

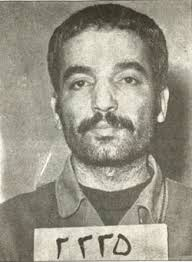
محمدعلی رجایی در زندان

### فعالیت‌های سیاسی پیش از انقلاب ۱۳۵۷

#### ارتباط با نهضت آزادی ایران
رجایی بعد از انتخاب به ریاست‌جمهوری طی سخنانی به سوابق سیاسی خود اشاره کرده و می‌گوید: «(در سال ۱۳۴۰) مهدی بازرگان در ماه رمضان ما را دعوت کرد به افطار و نهضت آزادی ایران را اعلام کرد که ما جزء نفرات اوّلی بودیم که در نهضت ثبت‌نام کردیم. سپس کم‌کم به عنوان عضو نهضت آزادی در دبیرستان کمال مشغول تدریس بودم.»

#### ارتباط با سازمان مجاهدین خلق ایران
او دربارهٔ ارتباط با سازمان مجاهدین خلق ایران نیز می‌گوید: «با اکثر بنیان‌گذاران سازمان مجاهدین خلق ایران از دورهٔ دانشگاه و بعدها هم در جلسات مسجد هدایت که پای تفسیر آقای طالقانی بودیم، آشنا شده بودم. در سال ۱۳۴۷ یک بار سعید محسن برای عضوگیری به من مراجعه کرد، ولی به علّت اختلافاتی که در برداشتمان نسبت به مبارزه داشتیم، من موافقت نکردم به عضویت این سازمان درآیم، منتهی شرعاً تعهد کرده بودم که تماس را به هیچ‌کس نگویم.»

#### دورهٔ زندان
محمدعلی رجایی اردیبهشت‌ماه ۱۳۴۲ توسط ساواک بازداشت و پس از ۵۰ روز آزاد شد. همچنین وی در سال ۱۳۵۳ به دلیل ارتباط نزدیک با سازمان مجاهدین خلق ایران برای بار دوم بازداشت و به زندان منتقل شد. وی ادعا کرد که هفته‌ها تحت شکنجه قرار گرفته است. سرانجام در روز عید غدیر خم در آبان ۱۳۵۷ پس از چهارسال از زندان آزاد شد. رجایی بلافاصله با تأسیس انجمن اسلامی معلمان به مبارزه علیه دودمان پهلوی پرداخت. عضو «کمیته استقبال» شد و در کنار دیگر انقلابیون مهیای ورود خمینی شد.

#### فعالیت‌های سیاسی همسر رجایی
همسر رجایی (عاتقه صدیقی) نیز در فعالیت‌های سیاسی او همراه بود و برنامه‌ریزی و زمان‌بندی این اقدامات با او بود.

#### جلسات بحث و تحلیل با فعالان ملّی-مذهبی
لطف‌اللّه میثمی از دوستان رجایی در جایی گفته است: «آقای رجایی در دوران نخست‌وزیری به منزل ما می‌آمد… در اوّلین سخنرانی ریاست‌جمهوری نیز به نام من اشاره کرد و گفت این آقای میثمی که چشم‌هایش را در مبارزه از دست داده است، دوست ماست و من به همراه او و مهندس توسلی با هم جلسات بحث و تحلیل داشتیم؛ امّا آن زمان روزنامه‌ها این سخنان رجایی را منعکس نکردند. بعدها هم صدا و سیما این سخنرانی را پخش نکرد.»
به گفتهٔ میثمی: «رجایی یک بار که به منزل ما می‌آمد، ماشین را چند خیابان قبل‌تر در آبشار پارک می‌کند و به گونه‌ای به منزل ما می‌آید تا مبادا محافظان خودش، او را ببینند. البته محافظان او را به طرز جالبی تعقیب کرده بودند و به منزل ما آمده و پلاک را هم یادداشت کرده بودند. آن موقع که رجایی می‌آمد ما تعدادی از بچه‌ها را مأمور حفاظت از او می‌کردیم که در کوچه و بر روی بام نگهبانی می‌دادند.»

### فعالیت‌های سیاسی پس از انقلاب ۱۳۵۷

#### عضویت در نهضت آزادی ایران
رجایی در سال ۱۳۵۸ عضو شورای مرکزی نهضت آزادی ایران بود که در جریان انشعاب پس از گروگان‌گیری سفارت آمریکا به همراه ۱۲ نفر دیگر از اعضای نهضت آزادی از این سازمان جدا شدند.

#### وزارت و ورود به مجلس
پس از گذشت چند ماه از انقلاب، در کابینه مهدی بازرگان به سمت وزیر آموزش و پرورش منصوب شد. مسئولیتش بعد از استعفای بازرگان نیز با حکم سید روح‌الله خمینی ادامه یافت. در انتخابات دوره نخست مجلس شورای اسلامی در ۲۴ اسفند ۱۳۵۸ نام او در فهرست ائتلاف بزرگ، فهرست مشترک جامعه روحانیت مبارز و حزب جمهوری اسلامی قرار داشت. او با کسب یک میلیون و دویست و نه هزار و دوازده رأی به عنوان نماینده مردم تهران به مجلس اوّل ایران راه یافت.

#### درخواست تعطیلی و اسلامی شدن دانشگاه‌ها
رجایی هنگامی که وزیر آموزش و پرورش بود، در گفت‌وگوی تلفنی خود با روزنامه جمهوری اسلامی در مورد اسلامی شدن دانشگاه‌ها گفت: «در شروع به ثمر رسیدن انقلاب انتظار داشتیم که دانشگاه‌ها خود یک حرکت اصولی بکنند ولی این مقصود برآورده نشد و پیام امام مرا به این فکر انداخت که باید پاسخ مناسبی برای این پیام تهیه بشود. عمل دانشجویان مسلمان آغازی بیش نیست و تغییر نظام یک کار گسترده‌ای است و خیلی باید روی آن کار شود. منتهی مهم این است که غیر از یکی دو دانشکده که نیاز روزانه جامعه ماست، مثل پزشکی و دندان‌پزشکی بقیه دانشکده‌ها که باز است پول بی‌خودی مصرف می‌شود؛ زیرا به عقیدهٔ بسیاری از استادان و دانشجویان درس‌هایی که می‌خوانند، مورد قبول نیست. تا قبل از انقلاب دانشجویان و استادان معتقد بودند به اینکه درس‌ها به درد نمی‌خورد و باید یک فکر اصولی بکنند. تعداد زیادی رشته در دانشگاه وجود دارد که مطابق با نیازهای مملکت نیست. در مجموع تغییر بنیادی بسیار ضرورت دارد و حتماً باید انجام شود. اگر امام دستور بدهند که دانشگاه‌ها تعطیل بشود، کاملاً مورد تأیید است و قابل عمل؛ مگر اینکه ایشان چیزهایی ببینند که ما نمی‌بینیم. در مورد برنامه‌های آینده دانشگاهی باید دانشگاه‌ها را در حالتی که بچه‌ها را پوچ و بی‌هدف و بی‌خاصیت بار می‌آورد، به یک بچه‌های بامحتوا، هدف‌دار و به فکر جامعه بوده و همچنین افرادی که به خودشان متکی باشند به جای اینکه به کاغذ متکی باشند، برگردانیم.»

#### نخست‌وزیری

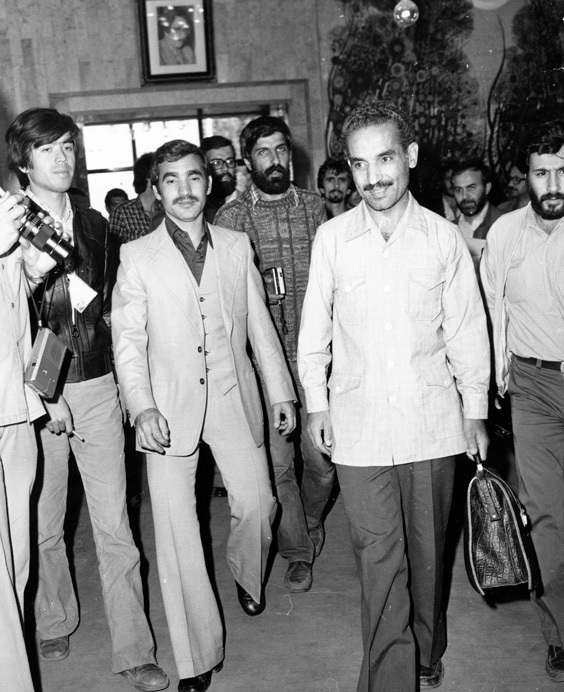
نخست‌وزیر رجایی در حالی که خبرنگاران دور او جمع شده‌اند، وارد دفتر خود می‌شود.

گزینه‌های اصلی بنی‌صدر برای سمت نخست‌وزیری، احمد سلامتیان نماینده مجلس و از افراد نزدیک به او و سپس علیرضا نوبری (رئیس آتی بانک مرکزی و داماد بنی‌صدر) بودند؛ امّا سلامتیان به دلیل سابقهٔ مخالفت با گروه‌های اسلامی در زمان اقامتش در خارج از ایران و نوبری به دلیل داشتن همسری غیرایرانی نمی‌توانستند نظر مساعد نمایندگان مجلس را که اکثراً همسو با حزب جمهوری اسلامی بودند، جلب کنند. همچنین در ۲۹ تیر ۱۳۵۹ طی یک سخنرانی، روح‌الله خمینی اعلام کرد که: «این اشخاصی که انقلابی نیستند، نباید در رأس وزارت‌خانه‌ها باشند و آقای بنی‌صدر باید امثال این‌ها را معرفی به مجلس نکند و اگر کرد، مجلس رد بکند و هیچ اعتنایی نکند.»
این کشمکش حدود یک ماه ادامه یافت و مجلس، بار دیگر کاندیداهای بنی‌صدر شامل حسن حبیبی، محمدعلی رجایی، علی‌اصغر غروی، موسی کلانتری و حتی سید مصطفی میرسلیم از اعضای حزب جمهوری اسلامی را برای احراز پست نخست‌وزیری نپذیرفت. بنی‌صدر که از عدم اقبال مجلس به این گزینه‌ها آگاه بود، در یکم مرداد از «سید احمد خمینی» به عنوان گزینهٔ نخست‌وزیری نام برد که این موضوع با مخالفت خمینی مواجه شد. پس از آن، کمیته‌ای چهار نفره متشکل از سه نماینده مجلس همسو با حزب جمهوری اسلامی به نمایندگی از مجلس شورای اسلامی و همچنین عبدالحسین جلالی نماینده شاهرود به نمایندگی از بنی‌صدر تشکیل شد تا کار بررسی صلاحیت نامزدهای مشترک رئیس‌جمهور و مجلس صورت پذیرد. و این هیئت ۳ نفر را به مجلس معرفی کرد. در جلسهٔ غیرعلنی هم با رأی‌گیری، محمدعلی رجایی به عنوان نخست‌وزیر معرفی شد. در ۱۸ مرداد، رجایی با ۱۵۳ رأی موافق، ۲۴ مخالف و ۱۹ ممتنع نخست‌وزیر شد. حزب جمهوری اسلامی، رجایی را با حمایت سید محمد بهشتی معرفی کرد و بر آن پافشاری کرد.

#### تنش با بنی‌صدر

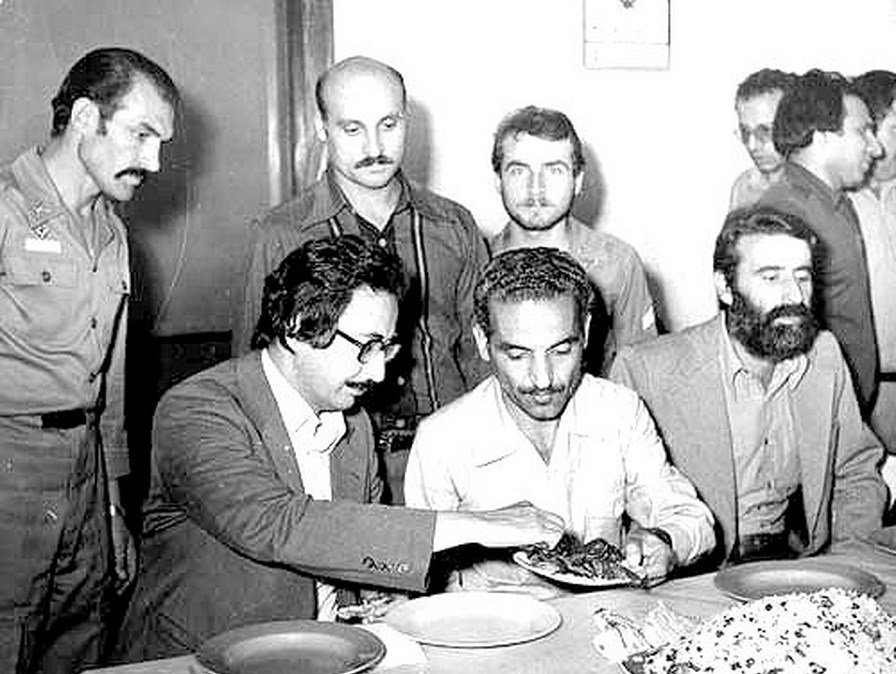
سید ابوالحسن بنی‌صدر و محمدعلی رجایی

سرانجام در مرداد ۱۳۵۹ و دو ماه پس از انتخابات مجلس، بنی‌صدر از سر اجبار، رجایی را که مورد تأیید او نبود، به سمت نخست‌وزیری دولت خویش انتخاب کرد؛ امّا بنی‌صدر با سه نفر که توسط رجایی برای کابینه نامزد شده بودند، شامل میرحسین موسوی به عنوان وزیر امور خارجه به دلیل «خودسر» بودن، محسن نوربخش به عنوان وزیر اقتصاد و بهزاد نبوی به عنوان وزیر امور اجرایی به دلیل چپ‌گرایی و عضو سازمان مجاهدین انقلاب اسلامی بودن که امروزه جناح اصلاح‌طلبان جمهوری اسلامی ایران را هدایت می‌کند، مخالفت کرد. پس از مذاکره‌های بسیار، نهایتاً بهزاد نبوی توسط بنی‌صدر پذیرفته شد و محسن نوربخش به عنوان قائم مقام وزیر اقتصاد منصوب شد. با عدم پذیرش نامزدهای منتخب رجایی برای کابینه دولت توسط بنی‌صدر، روابط این دو به تیرگی گرایید. در این باره بنی‌صدر نامه‌ای به سید روح‌الله خمینی نوشت و کابینه دوباره معرفی شده رجایی را شامل افرادی که صلاحیت ندارند، معرفی کرد که شامل کسانی می‌شد که گزارش دروغ دربارهٔ اطرافیان بنی‌صدر به خمینی داده بودند. سید روح‌الله خمینی پاسخ داد که: «این‌جانب دخالتی در امور نمی‌کنم، موازین همان بود که کراراً گفته‌ام و سفارش من آن است که آقایان تفاهم کنند و اشخاص مؤمن به انقلاب و مدیر و مدبر و فعال انتخاب نمایند.» با این حال، دولت بنی‌صدر عمر چندانی نداشت. از ۲۰ خرداد ۱۳۶۰ فرایند بررسی کفایت سیاسی رئیس‌جمهور در غیاب وی آغاز شد و تا ۳۱ خرداد همان سال به طول انجامید. در این روز مجلس شورای اسلامی با اکثریت ۱۷۷ نفر در مقابل ۱۲ رأی ممتنع و یک رأی مخالف رأی بر عدم کفایت بنی‌صدر داد. حکم مجلس یک روز بعد به امضای سید روح‌الله خمینی که از همراهی بنی‌صدر با سازمان مجاهدین خلق ایران برآشفته بود، رسید. در شهریور ۱۳۵۹ رجایی در حالی که سمت نخست‌وزیری را در اختیار داشت، از طرف سید روح‌الله خمینی به سرپرستی بنیاد مستضعفان انقلاب اسلامی نیز منصوب شد.

#### ریاست‌جمهوری
پس از عزل بنی‌صدر، دومین انتخابات ریاست‌جمهوری، در ۲ مرداد ۱۳۶۰ برگزار شد و رجایی در رقابت با سید علی‌اکبر پرورش، عباس شیبانی و حبیب‌الله عسگراولادی مسلمان موفق شد با کسب ۱۲ میلیون و ۷۷۰ هزار و ۵۰ رأی (۹۰٪) از مجموع ۱۴ میلیون و ۵۷۳ هزار و ۸۰۳ رأی دریافتی، رئیس‌جمهور ایران شود. میزان مشارکت در این دوره ۶۴٫۲ درصد بود. و ۱۱ مرداد ۱۳۶۰ مراسم تنفیذ او توسط سید روح‌الله خمینی برگزار شد. وی محمدجواد باهنر را به عنوان نخست‌وزیر انتخاب کرد و دولت دوم جمهوری اسلامی ایران رسماً تشکیل شد.

## ترور
رجایی در ساعت ۱۴:۳۰ روز یکشنبه ۸ شهریور ۱۳۶۰ از اتاق کارش خارج شد و به محل جلسه فوق‌العاده دولت رفت. در ساعت ۱۵:۰۰ صدای انفجار مهیبی از ساختمان نخست‌وزیری برخاست. در این حمله، او و محمدجواد باهنر، نخست‌وزیر وقت جان باختند. در این هنگام کمتر از یک ماه از ریاست‌جمهوری او می‌گذشت. ادعا شده است که این ترور نیز همانند بمب‌گذاری در دفتر حزب جمهوری اسلامی توسط سازمان مجاهدین خلق ایران انجام شد. محمدمهدی جعفری از قول یکی از اعضای جداشده از سازمان مجاهدین خلق مدعی شده است: «پرویز یعقوبی بیانیه ۱۰ صفحه‌ای برای من فرستاد. در آن بیانیه توضیح داد ما در شورای سازمان تصمیم گرفتیم که این‌طور کارهای انفجاری را انجام ندهیم، امّا بعد که آن انفجار رخ داد فهمیدیم کار شخص مسعود رجوی بود؛ یعنی دستور مستقیم مسعود بود، امّا دیگر اعضای شورا خبر نداشتند. بعد از اینکه اتفاق افتاد سایر اعضای شورا هم به ناچار پذیرفتند.» با این حال، سازمان مجاهدین خلق ایران هیچ‌گاه رسماً مسئولیت این انفجار را برعهده نگرفت و همین موضوع، یکی از دلایل گمانه‌زنی‌ها در مورد عاملان اصلی این انفجار بوده است. آرش سیگارچی یکی از نویسندگان بخش فارسی صدای آمریکا عقیده دارد که مقام‌های حکومت ایران این ترور را به گروه‌های ناراضی چون مجاهدین خلق نسبت دادند، امّا گروه‌های اسلامی چپ و راست، هنوز هم یکدیگر را به دست داشتن در این ترورها متهم می‌کنند.

## تشکیل شورای موقت ریاست‌جمهوری
پس از کشته شدن رجایی و باهنر، شورای موقت ریاست‌جمهوری متشکل از اکبر هاشمی رفسنجانی رئیس مجلس شورای اسلامی و سید عبدالکریم موسوی اردبیلی رئیس دیوان عالی کشور تشکیل شد و به پیشنهاد این شورا و تصویب مجلس، در ۱۱ شهریور محمدرضا مهدوی کنی به نخست‌وزیری رسید؛ تا اینکه با برگزاری انتخابات دوباره در مهر ۱۳۶۰ (انتخابات ریاست‌جمهوری دوره سوم) سید علی خامنه‌ای به ریاست‌جمهوری رسید.

## دیدگاه‌ها و مواضع
برخی از دیدگاه‌ها و مواضع محمدعلی رجایی به این شرح است:
- ما فرهنگ اقتصادی‌مان خیلی پیشرفت کرده است ولی تکنیک اقتصادی‌مان این‌طور نیست. فرهنگ اقتصادی‌مان پیشرفت کرده است به این معنا که مردم ساده‌پوشی را پذیرفته‌اند، ساده‌زیستی به معنای عامش را پذیرفته‌اند، کم‌مصرف کردن را پذیرفته‌اند و مصرف‌های بی‌جا را کنار گذاشته‌اند. شما فقط کراوات را در نظر بگیرید. اگر قبول کنیم که در جامعه ۵ میلیون نفر کراوات بزنند، ۵ میلیون بیست تومان می‌شود صد میلیون تومان. فقط ۱۰۰ میلیون پول کراواتی بود که از خارج وارد می‌شد. من چون خودم مدّت‌ها بود که کراوات نخریده‌ام، چه‌بسا از قیمت کراوات پرت باشم. کراوات صد تومانی، دویست تومانی در این کشور به گردن مردم بسته می‌شد بدون کوچک‌ترین فایده‌ای.[۳۴]
- برای ما که مسلمان هستیم و انقلاب اسلامی کرده‌ایم، یک جملهٔ امام، یک جملهٔ یک روحانی متعهد، از بزرگ‌ترین دانشمندان تاریخ ارزشمندتر است. خوب گوش کنید، یک بار دیگر تکرار می‌کنم. ما جمله‌های این جامعه‌شناسان و این دانشمندان را سال‌ها نُشخوار کردیم، سال‌ها تجزیه و تحلیل کردیم، به جایی نرسیدیم. هیچ‌کس نیز از آن راه، به جایی نخواهد رسید.[۳۵]
- من امیدوارم که در آینده، کشور ما به صورت یک خانوادهٔ بزرگ درآید که انتقادمان از هم و خدای نکرده بدگویی‌هایمان از هم یا بی‌اطلاعی‌مان از قوانین، دقیقاً در رابطه با افراد یک خانواده باشد که اشتباه می‌کنند ولی هرگز سوءظن و کینه‌ای به یکدیگر ندارند و ما در حال تشکیل یک چنین خانواده‌ای هستیم.[۳۶]
- ما سیاست را بر اساس اعتقادات‌مان بنا می‌کنیم و چون اعتقاد ما عوض نمی‌شود، اصول سیاست خارجی ما هم عوض نمی‌شود.[۳۷]
- هدف ما در گروگان‌گیری لانه جاسوسی، عمدتاً سیاستی بود که می‌خواستیم آمریکا را رسوا کنیم و به عنوان جنایتکار در دنیا معرفی کنیم که تا حد زیادی در این امر موفق بوده‌ایم. آمریکا در ایران سفارتخانه نداشت، این یک لانه جاسوسی بود… اشغال این جاسوس‌خانه، سبب محاصره اقتصادی و انزوای ما شد که به نظر من یکی از ثمربخش‌ترین نتایج این حرکت انقلابی بود. وقتی آمریکا محاصره اقتصادی می‌کرد، امام جالب‌ترین و عمیق‌ترین جمله را در رابطه با این برخورد بیان کردند و آمریکا با شنیدن این جمله کمرش شکست؛ زیرا امام نگفت هر جور باشد خوراک و ماشین به دست می‌آوریم، بلکه گفت ما هر روز، روزه می‌گیریم. این جمله بود که کمر آمریکا و همفکران او را در صحنهٔ مبارزهٔ حق و باطل شکست.[۳۸]
- من از آموزش و پرورش نمی‌روم ولو اینکه به من اجازه بدهند بیایم در یک مدرسه‌ای جارو کنم یا فقط تخته پاک کنم. به نظر من، اگر در مملکت خدمتی معنی دارد، معلّمی است.[۳۹]
- هدف انقلاب ما پاکسازی جامعه و تصفیه استثمارگران و انگل‌های جامعه بود. در این روند ممکن است ما سبب بیکاری هم شده باشیم؛ امّا تورم بیشتر ناشی از تحریم اقتصادی و جنگ است. بگویید ببینیم کدام کشور است که دچار تورم نباشد؟ ما نفت را برای سوزاندن و استفاده‌های مادّی نمی‌خواهیم، بلکه از آن در جهت مبارزه با امپریالیسم استفاده خواهیم کرد؛ چرا که از نفت هم می‌شود به عنوان سلاح استفاده کرد.[۳۴]
- ما هرگز موفق نمی‌شویم، مگر اینکه همه، دست در دست هم بگذاریم و احساس مسئولیت بکنیم و در هر جا هستیم، آنچه را که انتظار داریم دیگران انجام دهند، خودمان انجام دهیم.[۴۰]
- ما طالب یک زندگی سالم و مستقلی هستیم. از تکنولوژی به عنوان پیشرفت بیشتر استقبال می‌کنیم؛ امّا این تکنولوژی را با از دست دادن استقلال و عدم وابستگی خود، نخواهیم پذیرفت.[۳۶]
- مسئلهٔ عرضه و تقاضا در تعیین قیمت‌ها یک سیستم غربی است و ما در اسلام هیچ دلیلی نداریم که اگر جنس در بازار کم بود، قیمت آن بالا رود.[۴۱]

## خانه موزه
خانه محمدعلی رجایی واقع در تهران، خیابان ایران (خیابان عین الدوله سابق) تبدیل به موزه شده و برای بازدید عموم آزاد است.

## سال‌شمار زندگی
- ۱۳۱۲، تولد در قزوین
- ۱۳۱۹، ورود به دبستان
- ۱۳۲۷، اخذ مدرک ششم ابتدایی، کار در بازار قزوین
- ۱۳۲۸، عزیمت به تهران، شاگردی در بازار، دستفروشی در سبزه میدان
- ۱۳۳۰، استخدام در نیروی هوایی
- ۱۳۳۴، اخذ مدرک دیپلم، استعفا از نیروی هوایی، تدریس در شهرستان بیجار
- ۱۳۳۵، ورود به دانشسرای عالی تربیت معلّم
- ۱۳۳۸، اخذ لیسانس ریاضی از دانشسرای عالی، تدریس در شهرستان خوانسار
- ۱۳۳۹، بازگشت به تهران، تدریس در مدرسه کمال
- ۱۳۴۰، عضویت در نهضت آزادی
- ۱۳۴۱، ازدواج با عاتقه صدیقی
- ۱۳۴۲، دستگیری توسط ساواک، آزادی پس از ۵۰ روز، تدریس در مدارس مختلف تهران
- ۱۳۴۶، همکاری با جمعیت هیئت‌های مؤتلفه
- ۱۳۵۰، مسافرت به فرانسه، ترکیه و سوریه
- ۱۳۵۳، دستگیری توسط ساواک
- ۱۳۵۷، آزادی از زندان پس از چهار سال، پیوستن به صفوف انقلابیون
- ۱۳۵۸، تصدی کفالت آموزش و پرورش و سپس وزارت آموزش و پرورش، استعفا از شورای مرکزی نهضت آزادی
- ۱۳۵۹، انتخاب به عنوان نمایندهٔ مجلس شورای اسلامی
- ۱۳۶۰، انتخاب شدن به عنوان ریاست جمهوری اسلامی ایران
- ۱۳۶۰/۶/۸، کشته شدن بر اثر انفجار بمب در ساختمان نخست‌وزیری[۲][۳][۴]